# Harley Island
Harley Island (englisch; chinesisch 鸚鵡島 Yingwu Dao, deutsch ‚Papageieninsel‘) ist eine Insel im südöstlichen Teil der Prydz Bay an der Ingrid-Christensen-Küste des ostantarktischen Prinzessin-Elisabeth-Lands. Im Gebiet der Larsemann Hills liegt sie zwischen Easther Island und der Halbinsel Broknes.
Das Antarctic Names Committee of Australia benannte sie nach dem Geologen Simon Harley, der von 1987 bis 1988 geologische Untersuchungen in den Larsemann Hills durchgeführt hatte. Die chinesische Benennung geht auf das Jahr 1993 zurück und ist offenbar deskriptiv, da die Insel in ihrer Aufsicht an einen fliegenden Papagei erinnert.